# マリア・ステンゼル
マリア・ステンゼル（Maria Stenzel、1998年11月25日 - ）は、ポーランドの女子バレーボール選手。ポーランド代表。

## 来歴

### クラブチーム
コシチャン出身。2015年、SMS PZPS Szczyrkへ入団しバレーボール選手としてのキャリアをスタートさせる。2016年、#VolleyWrocławへ移籍し2年間プレーした。2018年、グロット・ブドフラニ・ウッチへ移籍。2018/19シーズンのポーランドリーグで準優勝、ポーランドスーパーカップで優勝した。2021年、チェミック・ポリツェへ移籍し、2021/22シーズンのポーランドリーグで優勝に貢献し、自身もベストリベロ賞とベストレシーバー賞を受賞した。

### 代表チーム
アンダーカテゴリーの代表として2015年、U-18世界選手権に出場した。2017年、U-20欧州選手権では金メダルを獲得した。2018年、シニアのポーランド代表に初選出された。2019年より正リベロを務め、ネーションズリーグで5位、同年の欧州選手権で4位となった。2022年の世界選手権に出場した。2023年のネーションズリーグでは銅メダルへ導いた。

## 球歴
- 世界選手権 - 2022年
- ネーションズリーグ - 2019年、2021年、2022年、2023年
- 欧州選手権 - 2019年、2021年

## 受賞歴
- 2018年 - 2017/18ポーランドリーグ ベストレシーバー賞
- 2019年 - 2018/19ポーランドリーグ ベストレシーバー賞
- 2020年 - 2019/20ポーランドリーグ ベストレシーバー賞
- 2022年 - 2021/22ポーランドリーグ ベストリベロ賞、ベストレシーバー賞

## 所属クラブ
- SMS PZPS Szczyrk（2015-2016年）
- #VolleyWrocław（2016-2018年）
- グロット・ブドフラニ・ウッチ（2018-2021年）
- グルパ・アゾティ・チェミック・ポリツェ（2021-2023年）
- ラドムカ・ラドム（2023-2024年）
- ŁKSコマースコン・ウッチ（2024年-）